# Ausasaphes pallipes
Ausasaphes pallipes är en stekelart som beskrevs av Boucek 1988. Ausasaphes pallipes ingår i släktet Ausasaphes och familjen puppglanssteklar. Inga underarter finns listade.